# Clô Dias & Noites
Clô Dias & Noites é um romance de autoria do escritor brasileiro Sérgio Jockyman, publicado pela L&PM em 1982.
O livro se passa no Rio Grande do Sul, em meados do século XX, e relata a história de Clotilde, uma mulher belíssima que dedicou uma vida inteira ao sonho de ser feliz e independente. Ela utiliza os seus encantos para subjugar os homens, mas ao mesmo tempo é escrava de uma beleza que a conduz aos meandros mais escuros da condição humana.
A obra foi adaptada para o cinema. Dirigido por Beto Souza e contando no elenco com Antônio Calloni, Naura Schneider, José de Abreu e Marcela Muniz, o filme recebeu o título de Dias e Noites, e foi pré-lançado no Festival de Gramado em 2007.